# Хинкли, Джон
Джон Уо́рнок Хи́нкли младший (англ. John Warnock Hinckley Jr., род. 29 мая 1955 года) — американский преступник, совершивший покушение на президента США Рональда Рейгана в 1981 году. В результате выстрелов Хинкли Рейган получил тяжёлое опасное ранение, также ранения получили другие жертвы. Хинкли был признан душевнобольным и помещён в лечебницу. В 2016 году появились сообщения о том, что Хинкли выйдет на свободу в ближайшее время. 10 сентября это действительно произошло. Джон Хинкли был одержим актрисой Джоди Фостер, что и мотивировало его попытаться убить президента. Реакция общества на суд над Хинкли привела в 1984 году к пересмотру американского законодательства о преступниках, совершивших свои деяния в состоянии психического расстройства.

## Ранние годы
Хинкли родился 29 мая 1955 года в Ардморе, штат Оклахома, а в возрасте четырёх лет обеспеченные родители перевезли его в Даллас, штат Техас. Его отец работал в корпорации Вандербильда, у Джона также были старшие брат и сестра.
Хинкли рос в Юниверсити-Парке в Техасе и посещал местную школу. Он активно занимался спортом, играл на фортепиано и дважды избирался президентом класса.
Окончил школу Хинкли в 1973 году. Его семья в тот период уже владела нефтяной компанией Hinckley oil company. Они переехали в Эвергрин, штат Колорадо, где была расположена новая штаб-квартира последней. В 1974—1980 годах Джон учился в Техасском техническом университете, причём в 1975 году он ездил в Лос-Анджелес, где надеялся стать автором песен. Попытка увенчалась неудачей, о которой Хинкли уведомил родителей в письме, попросив у них денег. Он также говорил о девушке по имени Lynn Collins, которая позднее оказалась вымышленной. Так или иначе, в сентябре 1976 года Джон вернулся в родительский дом в Эвергрин.
С конца 1970-х по начало 1980-х Хинкли приобретал оружие и практиковался в обращении с ним. Из-за эмоциональных проблем ему были прописаны антидепрессанты и транквилизаторы.

## Одержимость Фостер
В 1976 году Хинкли увидел фильм «Таксист» и стал фанатом этой картины, в которой протагонист Тревис Бикл (англ. Travis Bickle) (Роберт Де Ниро) планирует убийство кандидата в президенты. Персонаж Бикла был частично основан на дневниках Артура Бремера (en:Arthur Bremer), пытавшегося убить Джорджа Уоллеса. У Хинкли развилось болезненное пристрастие к Джоди Фостер, которая сыграла в этом фильме девочку-проститутку. Когда Фостер поступила в Йельский университет, Хинкли ненадолго перебрался в Нью-Хейвен, штат Коннектикут, чтобы преследовать её. Он поступил на курс писательского мастерства Йелля, начал подсовывать под дверь Фостер стихи и записки, а также постоянно ей звонить.
Не сумев вступить ни в какой сколько-нибудь значимый контакт с актрисой, Хинкли фантазировал об угоне самолёта или совершении самоубийства в её присутствии, чтобы добиться внимания Фостер. В конечном счёте он остановился на идее поразить её убийством президента, думая, что добившись места в истории, он сможет обратиться к ней на равных. Хинкли ездил за президентом Джимми Картером из штата в штат и в конце концов был арестован в Нэшвилле, штат Теннесси. Обвинения касались нарушения законов об оружии. Он вернулся домой без единого пенни. Несмотря на психиатрическое лечение депрессии, его психическое здоровье не поправилось. В 1981 году Джон выбрал своей целью нового президента Рональда Рейгана. Готовясь к покушению, Хинкли собирал материалы об убийстве Джона Кеннеди.
Непосредственно перед покушением Хинкли написал Фостер:
За последние семь месяцев я отправил тебе дюжины стихотворений, писем и любовных записок в бесплодной надежде, что смогу пробудить интерес к себе. Хотя мы пару раз говорили по телефону, у меня никогда не хватало смелости подойти к тебе и представиться… Причина, по которой я совершу сейчас эту попытку в том, что я больше не могу ждать и хочу произвести на тебя впечатление.
Джон Хинкли-младший.

## Преступление
30 марта 1981 года в 14:27 по местному времени Хинкли шесть раз выстрелил в Рейгана из револьвера 22 калибра Röhm RG-14. Это произошло у отеля Хилтон в Вашингтоне, округ Колумбия, сразу после того, как Рейган произнёс речь, обращаясь к конференции Американской федерации труда — Конгресса производственных профсоюзов (AFL-CIO).
Пули Хинкли ранили троих сопровождавших Рейгана: полицейского Томаса Делаханти (англ. Thomas Delahanty), агента Секретной службы США Тима МакКарти (англ. Timothy McCarthy) и пресс-секретаря Белого дома Джеймса Брейди. Пули Хинкли не попали непосредственно в Рейгана, но одна из пуль срикошетила от дверцы президентского лимузина и угодила Рейгану в грудь, пробив лёгкое. Хинкли не пытался скрыться и был арестован на месте преступления. Все раненные в покушении выжили. Брейди получил тяжёлое ранение в правую часть головы и стал инвалидом. Он оставался частично (на левую сторону) парализованным вплоть до своей смерти 4 августа 2014. Его смерть последовала от осложнений от старой раны и была признана убийством через 33 года после покушения.
На состоявшемся в 1982 году в Вашингтоне суде Хинкли был обвинён в 13 правонарушениях и 21 июня был признан невиновным по причине психического расстройства. Психиатрические экспертизы защиты установили его невменяемость, в то время как по данным, представленным стороной обвинения, он был вменяем. 18 августа Хинкли был освобождён Департаментом Тюрем и был отправлен на лечение в психиатрическую больницу. Вскоре после суда он написал, что покушение было «величайшим признанием в любви в мировой истории» и выражал сожаление, что Фостер отвергла его чувство.
Вердикт суда привёл общество в смятение. В результате Конгресс США и некоторое количество штатов пересмотрели правила использования защитой апелляции к сумасшествию обвиняемого («защита по невменяемости») в уголовных преступлениях. Айдахо, Монтана и Юта запретили такую защиту. До дела Хинкли в США «защиту по невменяемости» адвокаты использовали в менее чем в 2 % дел по тяжким обвинениям (в фелониях) и это использование было неудачным почти в 75 % судебных процессов. Реакция общества на приговор Хинкли привела к принятию закона, известного как en:Insanity Defense Reform Act 1984 года, который изменил правила обсуждения наличия психиатрического заболевания у подсудимого в федеральных судах США. В 1985 году родители Хинкли написали книгу под названием Breaking Points, посвящённую психическому состоянию их сына.
Изменения в законах — федеральных и некоторых штатов устранили или существенно затруднили возможность ссылаться на невменяемость подсудимого при помощи приглашения в зал суда экспертов, таких, как психологи и психиатры, а также лишили таковых права делать заявление о невменяемости или вменяемости человека в юридическом, а не медицинском смысле этого термина. Но даже в начале 21 столетия в большинстве штатов законы остаются прежними.
Винсент Фуллер (англ. Vincent Fuller), адвокат, представлявший Хинкли в процессе, а также ещё несколько лет после него, сказал, что у Джона шизофрения. Хинкли были поставлены диагнозы нарциссического и шизоидного расстройства личности, а также дистимия, наряду с пограничным расстройством личности и пассивно-агрессивными чертами.

## Лечение и выход на свободу
Хинкли был заключён в Больницу Св. Елизаветы в Вашингтоне, округ Колумбия. После его поступления туда тесты показали, что пациент «непредсказуемо опасен» и может причинить вред как себе, так и другим. В 1983 году он рассказал Penthouse, что в обычный день «встречается с врачом, отвечает на почту, играет на гитаре, слушает музыку, играет в пул, смотрит телевизор, ест отвратительную еду и принимает очень вкусные медикаменты». Примерно в 1987 году Хинкли попытался добиться принятия судебного приказа, разрешающего ему периодически совершать визиты домой. Решая, стоит ли издать такой приказ, судья приказал произвести обыск в палате Хинкли. Результатом стало обнаружение материалов и писем, свидетельствующих о продолжении увлечения Фостер и ведении переписки с серийным убийцей Тедом Банди и Чарльзом Мэнсоном, вдохновившим двух женщин попытаться убить Джеральда Форда (в период президентства последнего, речь идёт о двух независимых попытках). Суд отказался разрешить Хинкли домашние визиты.
В 1999 году Хинкли было позволено покидать больницу и приезжать в дом своих родителей. В 2000 году визиты продолжились и удлинились. Затем его уличили в проносе на территорию больницы новых материалов о Фостер, и эти привилегии были отозваны. Однако в 2004—2005 году визиты были возвращены. Затем вплоть до конца 2000-х привилегии Хинкли постепенно расширялись, что обычно сопровождалось вниманием СМИ и различными юридическими действиями.
В марте 2011 года появились сообщения о том, что больничный психиатр признал Джона оправившимся настолько, что он не представляет опасности для общества. 29 марта 2011 года, накануне тридцатой годовщины покушения, адвокат Хинкли направил в суд петицию о дополнительных правах для своего клиента, включая визиты в дом матери Джона Джоанны без наблюдателя. 30 ноября 2011 года состоялось слушание, на котором представитель Департамента юстиции возражал против новых привилегий для Хинкли, указывая, что ранее последнему уже случалось обманывать врачей.
К декабрю 2013 года суд расширил права Хинкли на посещения своей матери, жившей в доме около Вильямсбурга. Ему разрешалось до восьми 17-дневных поездок туда с оценкой каждой из них постфактум.
4 августа 2014 года Джеймс Брейди скончался от осложнений, вызванных ранением в 1981 году, и смерть была объявлена результатом убийства. Хинкли, однако, не предъявили никаких новых обвинений, так как во время первого суда он был признан невиновным из-за невменяемости.
27 июля 2016 года федеральный судья принял решение, что Хинкли будет освобождён из Больницы Св. Елизаветы 5 августа, так как он больше не представляет угрозы для себя или других людей. По условиям его освобождения, он не должен вступать в контакт с семьями Рейгана и Брейди, а также Джоди Фостер. Он будет жить со своей девяностолетней матерью и ограничен в передвижениях зоной с окружностью в 50 миль от её дома в Вильямсбурге, штат Виргиния. 10 сентября 2016 года Хинкли был освобождён от институциональной (то есть в стационаре) психиатрической опеки и будет теперь жить в доме своей матери. Частью условий освобождения является запрет для него выступать публично, предписание работать три дня в неделю, разрешение водить машину не далее чем в 30 милях от дома своей матери самостоятельно и в 50 — под присмотром, а также необходимость дважды в месяц встречаться с психиатром.

## В культуре и искусстве
- Является центральной фигурой мюзикла Assassins, где его персонаж поёт песню «Unworthy Of Your Love» о своей одержимости Фостер.
- Песня американской группы Devo «I Desire» из их пятого альбома Oh, No! It’s Devo. Текст был позаимствован прямо из стихов, написанных самим Хинкли, что привело к неоднозначному отношению общества[34].
- Жизни Хинкли посвящён роман «Телёнок» (Calf) Андреа Кляйна[35][36][37].